# Waldböckelheim
Waldböckelheim település Németországban, Rajna-vidék-Pfalz tartományban. Lakosainak száma 2165 fő (2023. december 31.).

## Népesség
A település népességének változása:
| Lakosok száma | 2331 | 2266 | 2156 | 2192 | 2186 | 2209 | 2165 |
|               | 1975 | 2010 | 2017 | 2019 | 2021 | 2022 | 2023 |